# Wilhelm Gottlieb Baisch

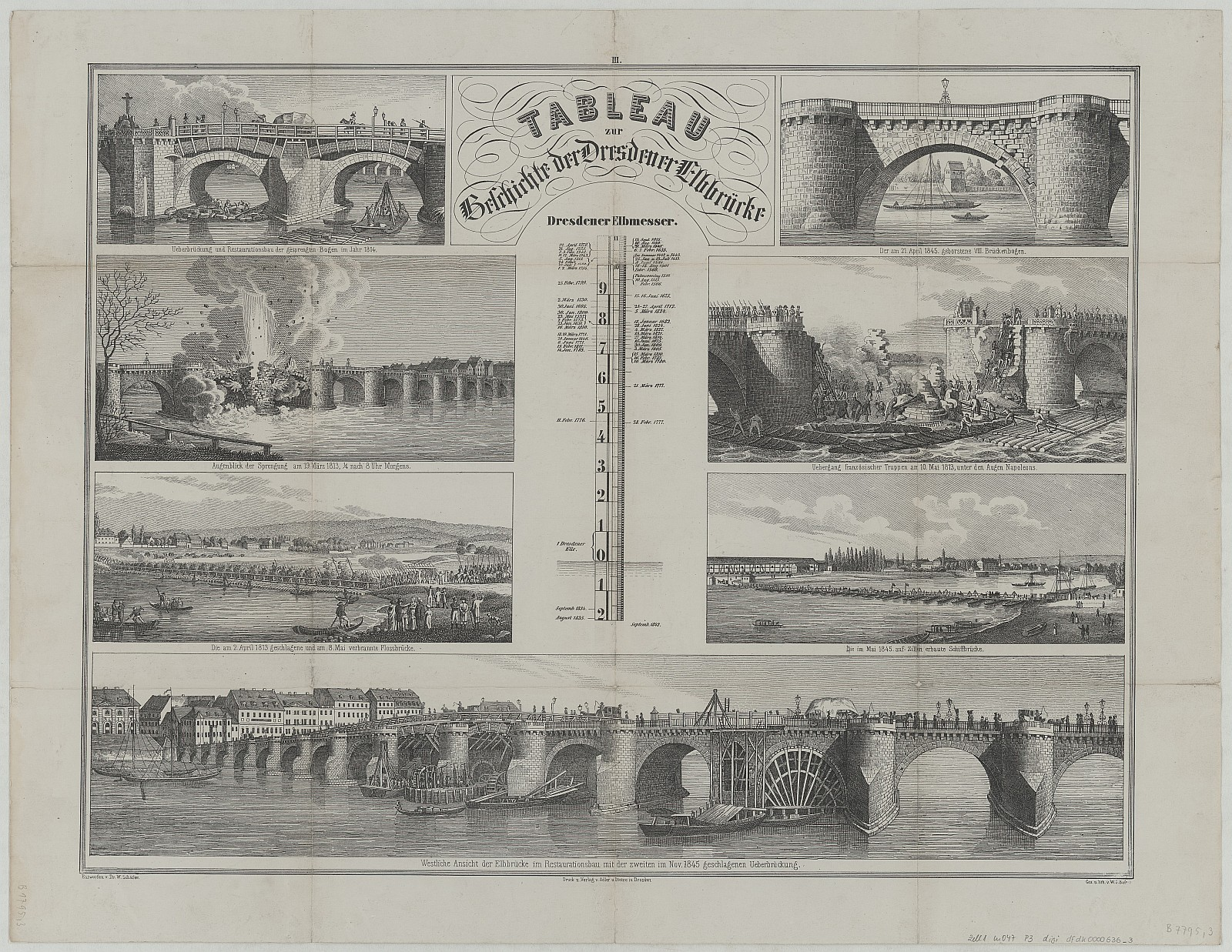
Tableau zur Geschichte der Dresdener Elbbrücke (Augustusbrücke), Lithographie von Wilhelm Gottlieb Baisch, 1848.

Wilhelm Gottlieb Baisch (* 3. Juni 1805 in Stuttgart; † 3. Januar 1864 in Stuttgart) war ein deutscher Lithograph. Er war zwei Jahrzehnte als Lithograph in Dresden tätig und betrieb ab 1850 eine lithographische Anstalt in Stuttgart.

## Leben

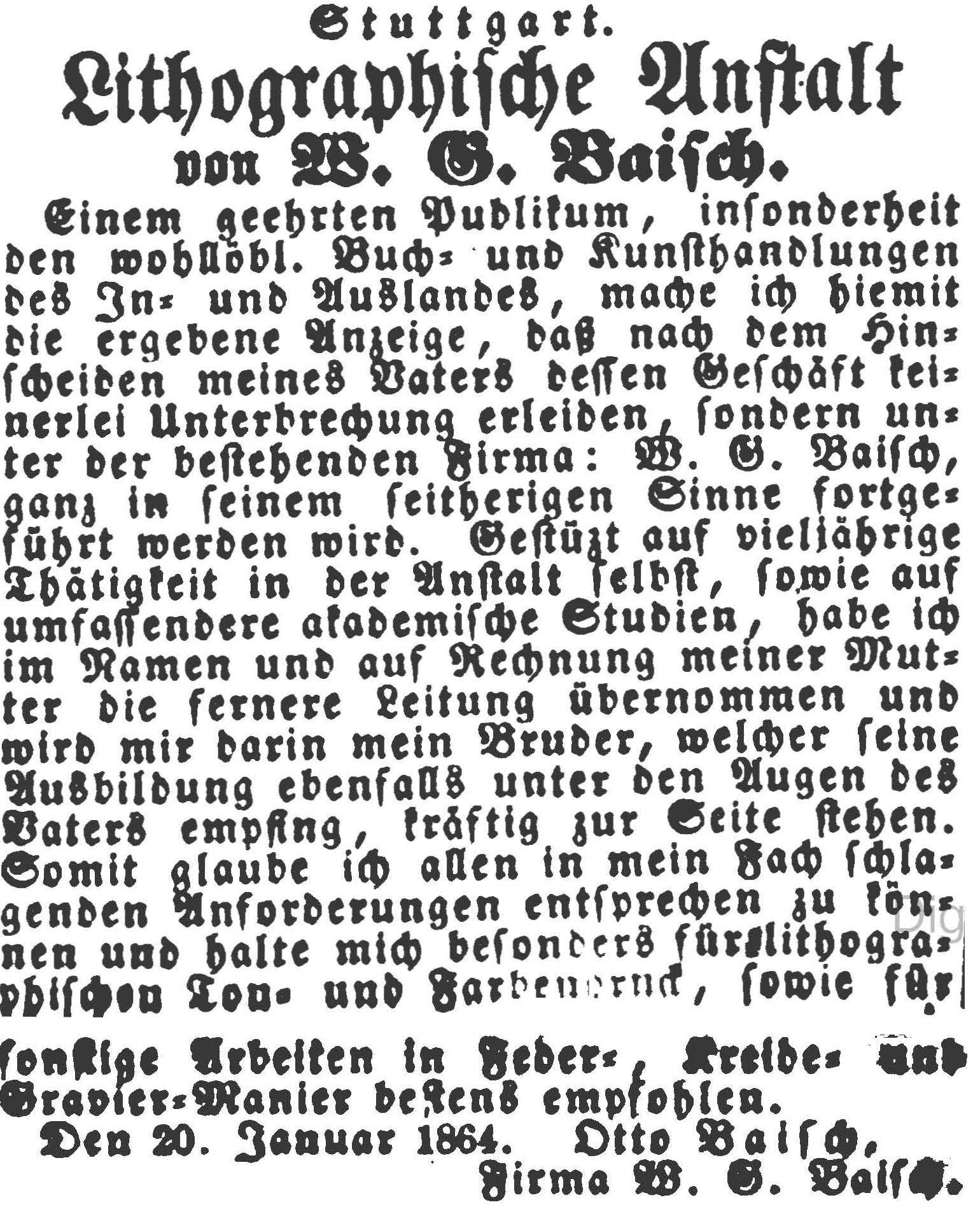
Anzeige vom 20. Januar 1864 Geschäftsübernahme durch Otto Baisch

Wilhelm Heinrich Gottlieb Baisch wurde am 3. Juni 1805 in Stuttgart als Sohn des Schreinermeisters und Mechanikers Friedrich Heinrich Baisch (1782–um 1861) geboren, der ab 1817 in einem eigenen Haus in der Judenstraße 13 wohnte. Baisch absolvierte eine Lehre bei dem Lithographieverlag F. G. Schulz in Stuttgart. In den 1830er und 1840er Jahren arbeitete er in der Hofdruckerei C. C. Meinhold in Dresden. Als künstlerischer Leiter der Druckerei trug er viel zur Entwicklung des Farbdrucks bei. Er wohnte zuletzt 1848 und 1849 in der Annengasse 19.
Nach 26-jähriger Abwesenheit kehrte er 1852 nach Stuttgart zurück und gründete dort eine lithographische Anstalt, in der er vorzugsweise die Farblithographie pflegte. In den Adressbüchern wird er 1853 als Mechaniker erwähnt, ab 1855 als Lithograph und Steindruckerei-Inhaber. Er wohnte von  1855 bis 1857 in der Hauptstätter Straße 91, ab 1858 in einem eigenen Haus in der Neckarstraße 34b.
Baisch heiratete um 1840 eine Tochter des Kunstsammlers J. C. Bögehold, Königlich Sächsischer Kriegsministerialregistrator zu Dresden. Aus der Ehe gingen zwei Söhne hervor: der Schriftsteller und Redakteur der Zeitschrift „Über Land und Meer“ Otto Baisch (1840–1892) und der Maler Hermann Baisch (1846–1894).
Baisch starb im Alter von 58 Jahren am 3. Januar 1864 in Stuttgart, seine Frau starb um 1870. Nach dem Tod des Vaters führte sein Sohn Otto Baisch die lithographische Anstalt weiter. 1874 verkaufte er das Haus Neckarstraße 34b. Die lithographische Anstalt übernahm Gottlieb Ebenhusen, der sie unter der Firma „Gottlieb Ebenhusen vormals Wilhelm Gottlieb Baisch“ an anderer Adresse weiterführte.

## Werk
Baisch schuf Lithographien mit Porträts, Frucht- und Blumenstücken, Tieren und Landschaften. Er porträtierte viele Zeitgenossen und historische Personen, zum Beispiel Martin Luther und Katharina von Bora, Christoph Martin Wieland, Christian Fürchtegott Gellert, Samuel Hahnemann, Wilhelm Herschel, Johann Gottfried Herder, Königin Victoria von England und König Anton von Sachsen.

Porträts
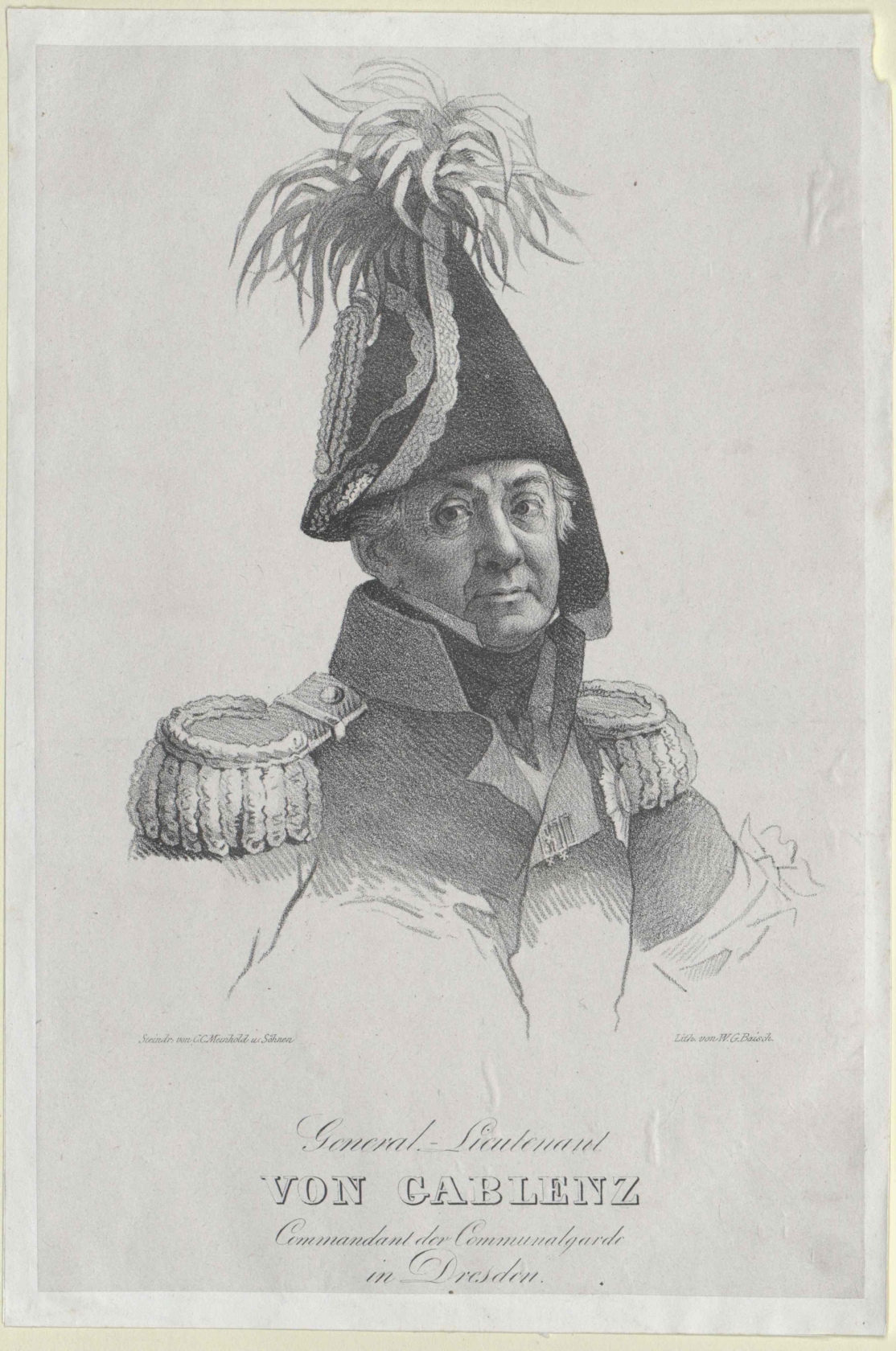
Heinrich Adolph von Gablenz.
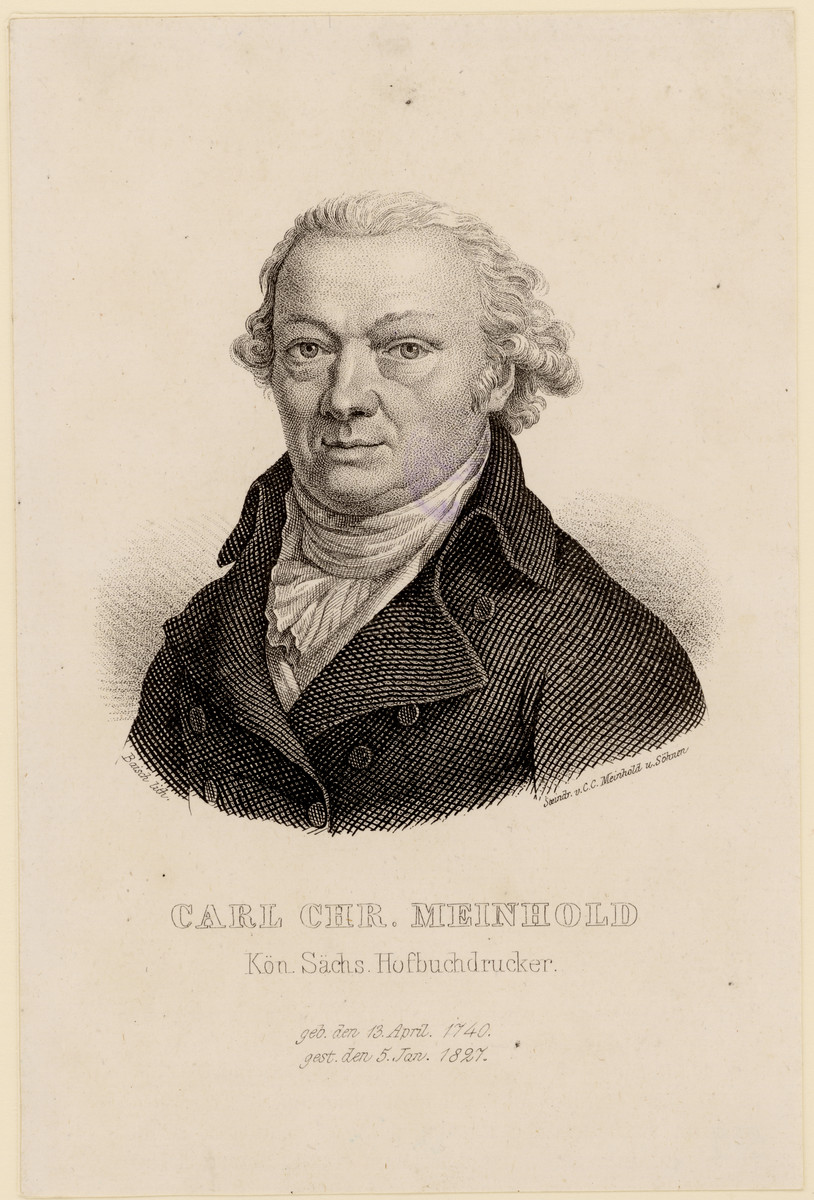
Carl Christian Meinhold.
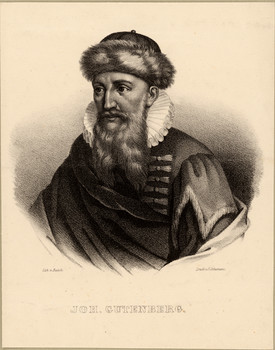
Johannes Gutenberg.
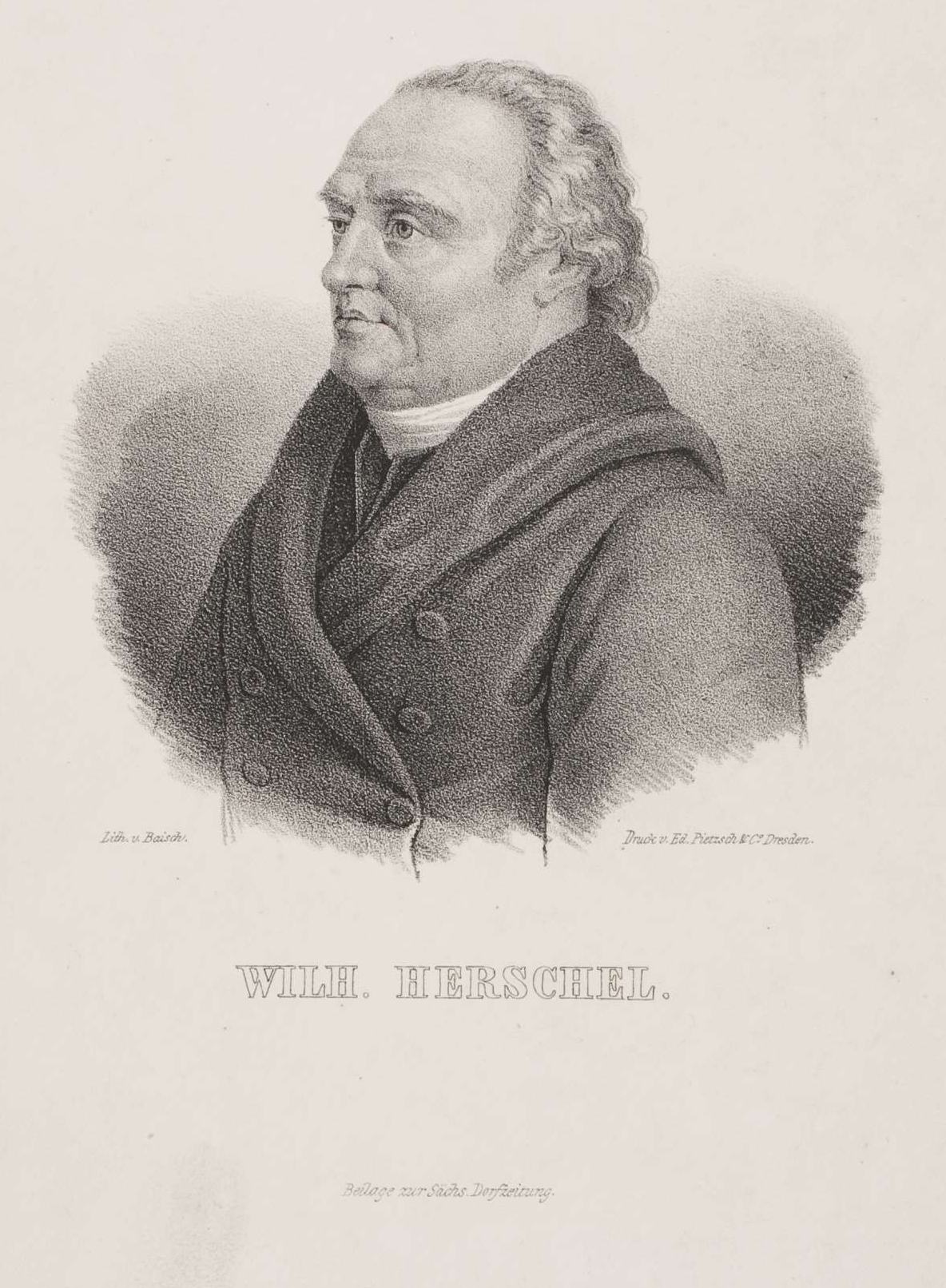
Wilhelm Herschel.

Einzelblätter
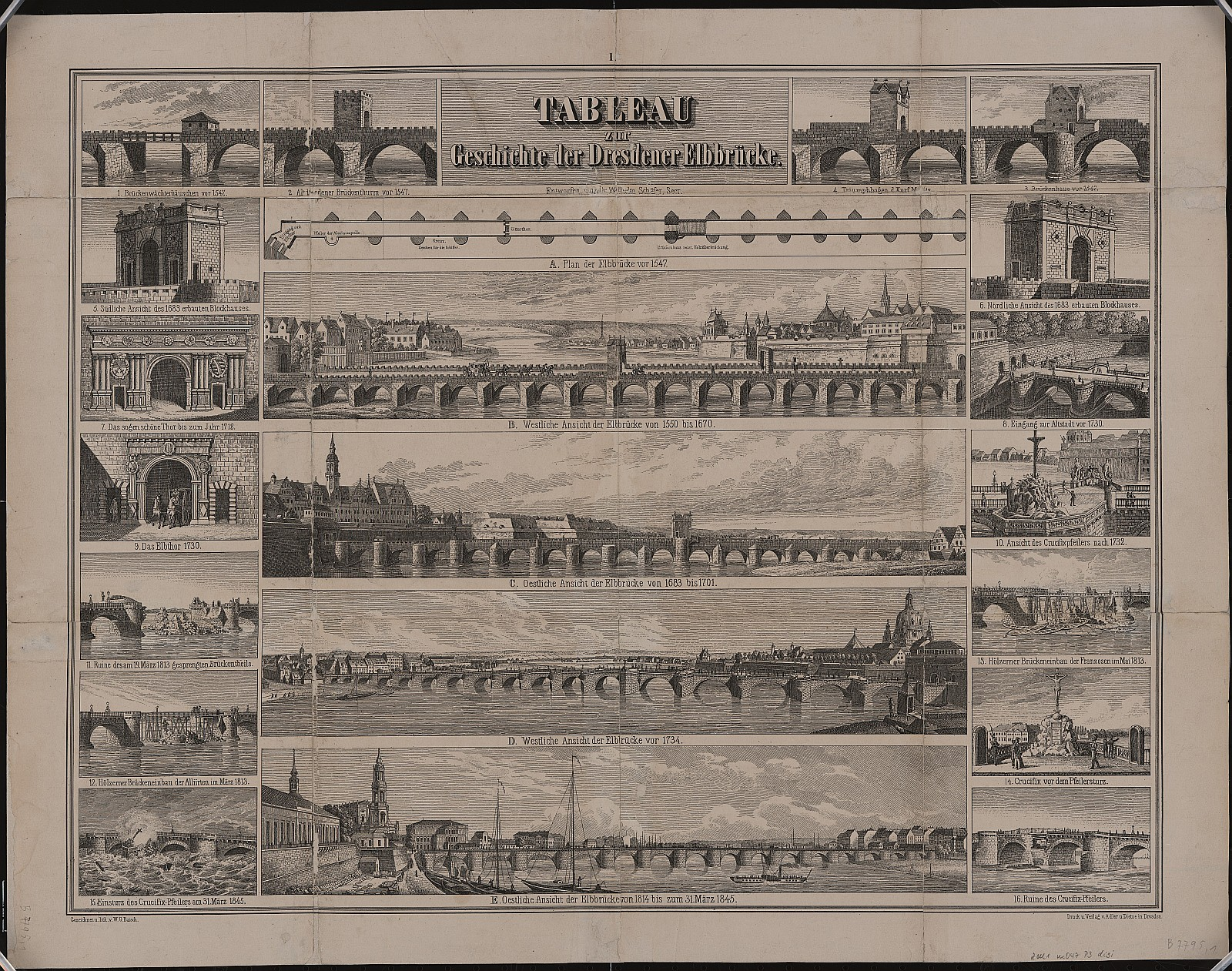
Tableau zur Geschichte der Dresdener Elbbrücke (Augustusbrücke), 1848.
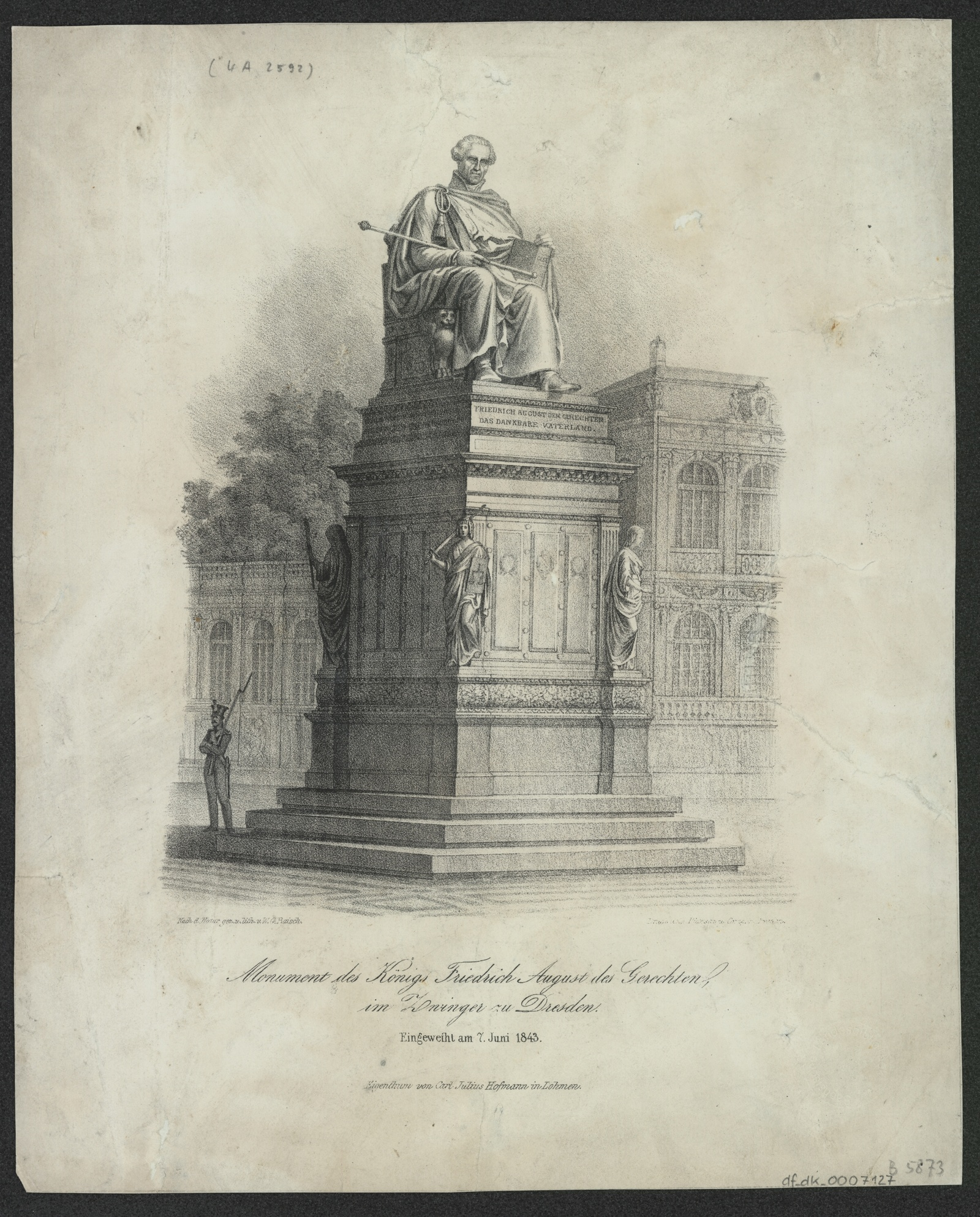
Monument des Königs Friedrich August des Gerechten, 1843.
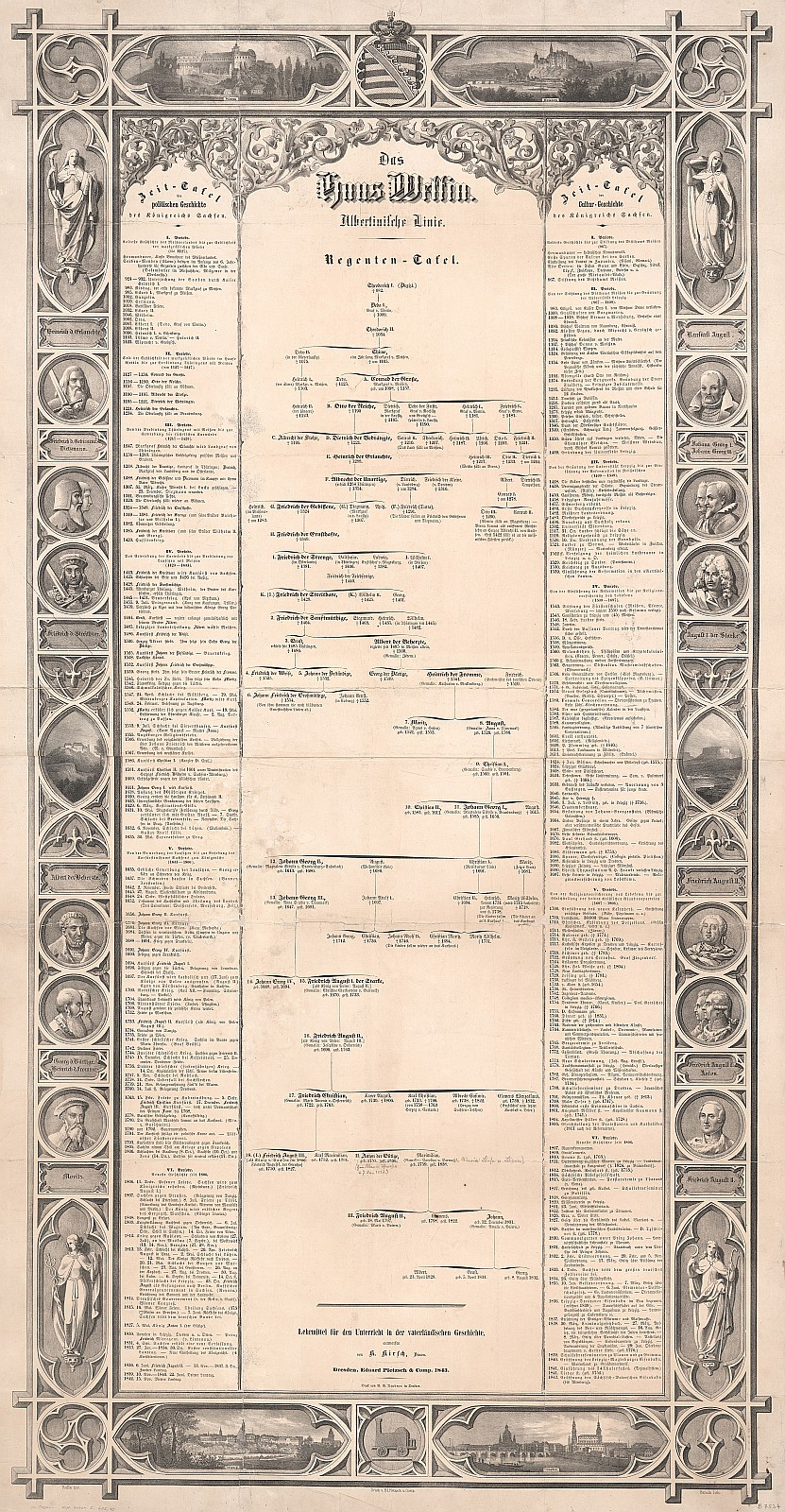
Das Haus Wettin, 1843.

Da Lithographen im 19. Jahrhundert in Buchtiteln oft nicht aufgeführt wurden, können ihre Beiträge in der Regel nur ermittelt werden, wenn sie entsprechend bezeichnet sind. Die folgende Liste stellt zwei Beispiele von Baischs Buchillustrationen vor.
- Friedrich Koch: Die Schlangen Württembergs: für landwirthschaftliche Fortbildungs- und Abendschulen, Realanstalten, lateinische und Volksschulen. Metzler, Stuttgart 1862, am Ende des Buches (Textarchiv – Internet Archive – 6 Farbtafeln „nach der Natur gezeichnet lithographiert und mit Farben gedruckt von Wilhelm Gottlieb Baisch Stuttgart“).
- Franz Lubojatzky: Hundertjährige Chronik oder: die Schicksale des sächsischen Volkes seit 1750 bis 1850; ein Gedenkbuch für Familienkreise aller Volksklassen im Sachsenlande. J. G. Walde, Löbau 1850, hinter S. 10, 12, 36, 48, 112, 124 (books.google.de – Mit 16 Farbtafeln, davon 6 von Baisch).

Farbtafeln
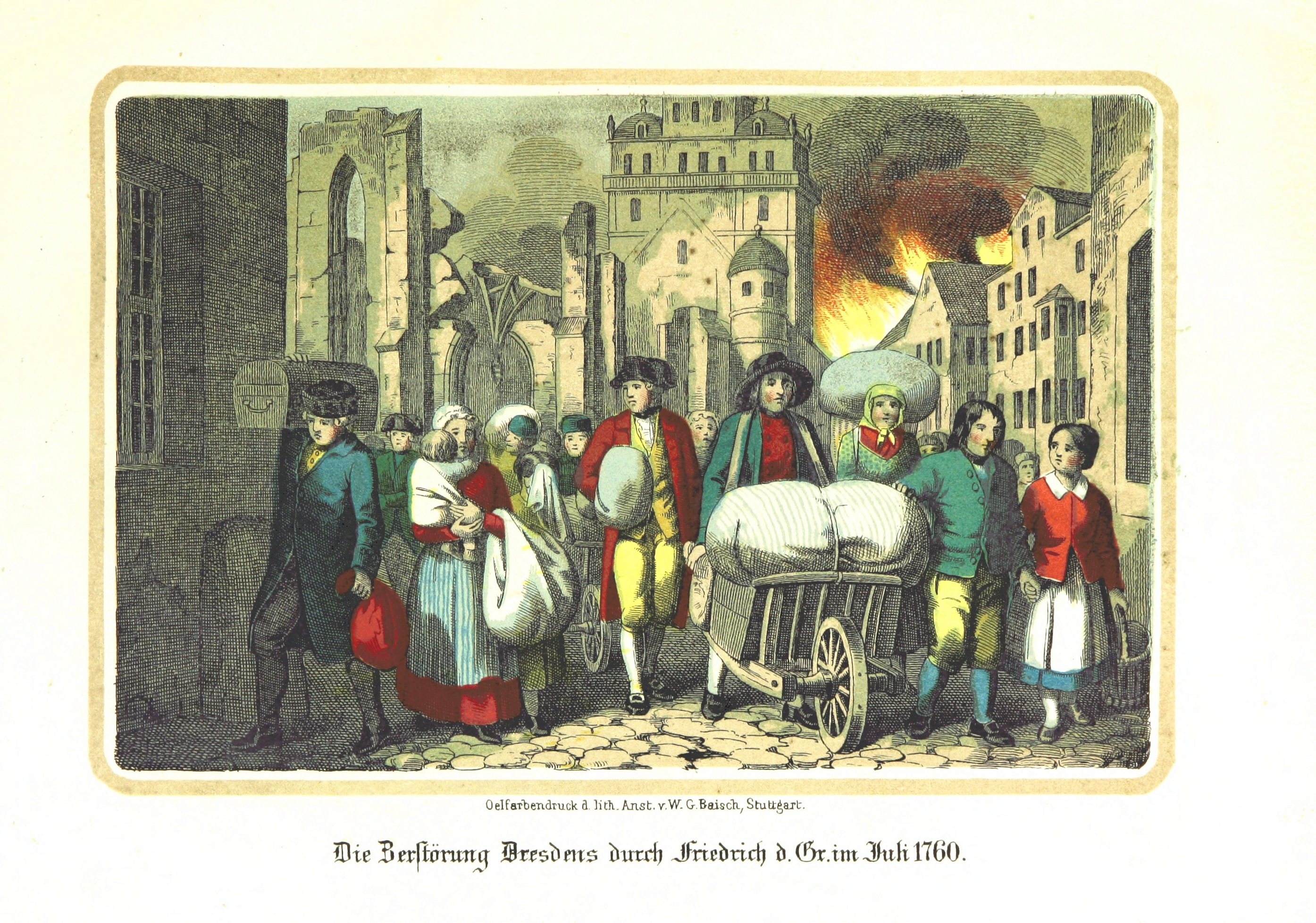
Hundertjährige Chronik …
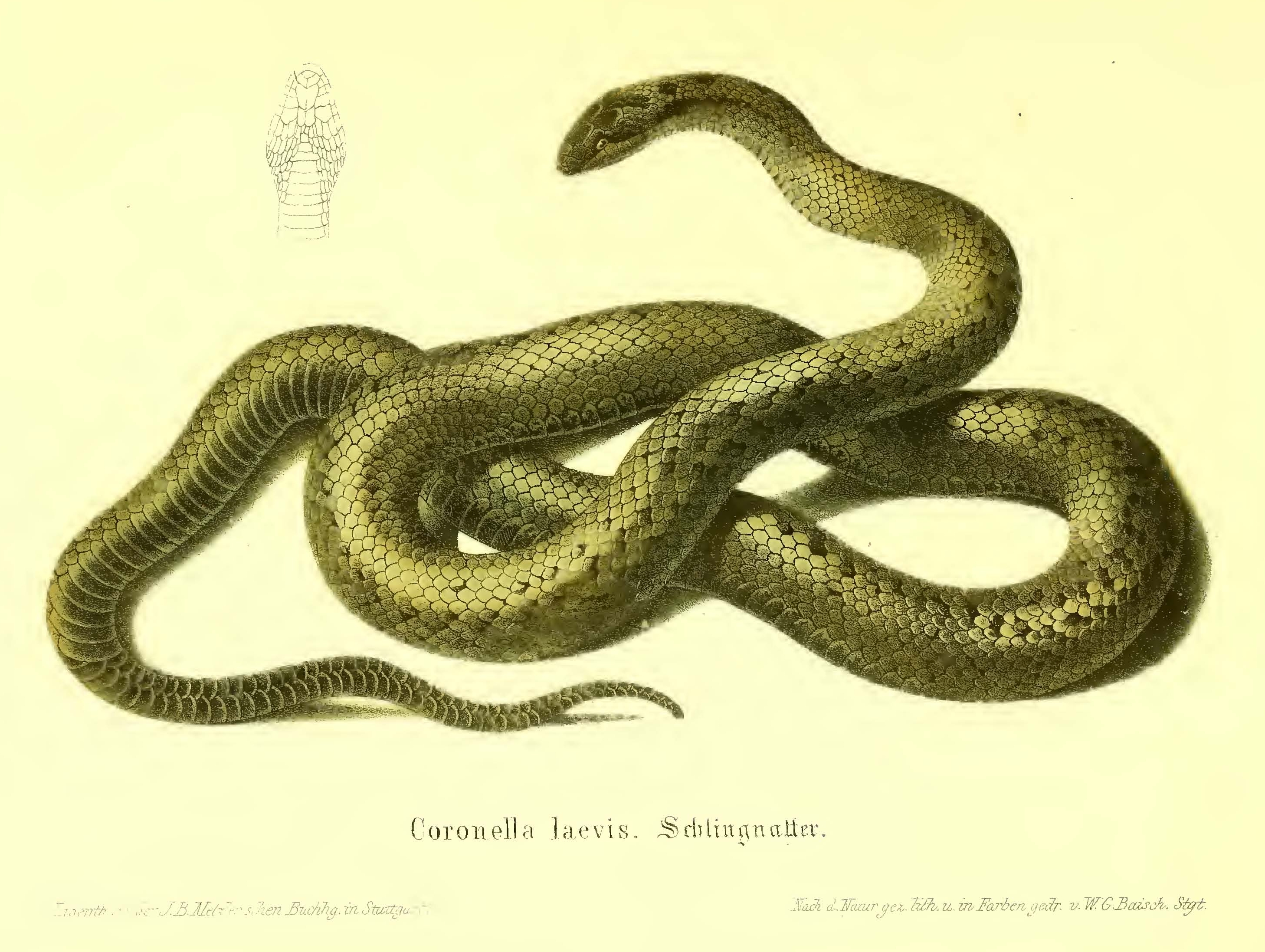
Die Schlangen Württembergs …